# Bình Tây đại nguyên soái
Bình Tây đại nguyên soái là một bộ phim truyền hình được thực hiện bởi Hãng phim Truyền hình Thành phố Hồ Chí Minh, Đài Truyền hình Thành phố Hồ Chí Minh cùng Hãng phim Cửu Long do Phan Hoàng làm đạo diễn. Phim lấy nguyên mẫu từ võ quan Trương Định, người đã đứng lên khởi binh chống Pháp vào những năm 1860. Phim phát sóng vào lúc 17h30 hàng ngày bắt đầu từ ngày 29 tháng 5 năm 2013 và kết thúc vào ngày 7 tháng 7 năm 2013 trên kênh HTV9.

## Nội dung
Anh hùng dân tộc Trương Định là người dám từ bỏ áo quan nhà Nguyễn để khởi binh chống Pháp những năm 1860. Chỉ với giáo, mác, cung tên, đội quân của Trương Định đã làm quân Pháp khiếp sợ. Tuy cuộc khởi nghĩa chỉ diễn ra trong thời gian 5 năm, không thành công vì chủ tướng Trương Định tuẫn tiết nhưng đã viết nên thiên anh hùng ca về tinh thần bất khuất của dân tộc ta và đặc biệt, khởi nghĩa do ông khởi xướng là ngọn cờ đầu trong toàn bộ phong trào đấu tranh chống thực dân Pháp xâm lược của nhân dân Việt Nam nói chung và nhân dân Nam bộ nói riêng.

## Diễn viên
- Huỳnh Trường Thịnh trong vai Trương Định
- Hồ Thái Huy trong vai Huỳnh Tấn
- Lý Anh Tuấn trong vai Nguyễn Văn Lịch[7][a]
- Âu Thành Cát trong vai Trương Quyền
- Tấn Hưng trong vai Lãnh Binh Thăng
- Lê Vinh trong vai Trương Công Luận
- Khánh Uyên trong vai Lê Thị Thưởng
- Lâm Na Anh trong vai Trần Thị Sanh
- Khánh Hòa trong vai Tranh[8]
- Hà Phương Thu trong vai Ngọc Huê
- Hoàng Minh trong vai Võ Văn Được
- Lê Mạnh Phương trong vai Nguyễn Ngọc Chấn
- Hoàng Khâu trong vai Nguyễn Chắt
- Thạch Kim Long trong vai Thạch Son
- Thanh Mai trong vai Thái hậu Từ Dũ
- Bruno Bondouaire trong vai Đô đốc Bonard
- Trúc Phương trong vai Phan Thanh Giản
- Julien Otzenberger trong vai Đại úy Guys
- Bruno Seck trong vai Đại tá D'Aries
- Harry Hodge trong vai Đại tá Palanca
- Thái Trung Việt trong vai Lê Quang Quyền

Và một số diễn viên khác...

## Giải thưởng
| Năm  | Giải thưởng         | Hạng mục                | (Người) đề cử  | Kết quả       | Tham khảo |
| ---- | ------------------- | ----------------------- | -------------- | ------------- | --------- |
| 2014 | Giải Cánh diều 2013 | Phim truyện truyền hình | —              | Cánh diều Bạc | [ 9 ]     |
| 2014 | Giải Cánh diều 2013 | Biên kịch xuất sắc nhất | Phạm Thùy Nhân | Đoạt giải     | [ 9 ]     |